# YUZU YOU
『YUZU YOU [2006-2011]』（ゆずユー）は、日本のフォークデュオ・ゆずの3枚目のベストアルバム。2012年4月25日にセーニャ・アンド・カンパニーより発売。

## 解説
デビュー15周年を記念して2006年から2011年までに発売されたオリジナルアルバムに収録されているシングルA面曲に「栄光の架橋」のシンフォニックオーケストラVer.、関ジャニ∞に提供した「T.W.L」のセルフカバーを含めた全16曲を収録したベストアルバム。初回限定盤はブックレット付きの初回限定パッケージ仕様となっていたほか、公式HPでは期間限定で浴衣&エコバッグ付きで販売を行っていた（現在は販売終了）。
本作発売までに発表した「栄光の架橋」以降のシングルA面曲のうち、『2-NI-』に収録されている「マイライフ」、オリジナルアルバム未収録（発売当時）の配信限定シングル「LOVE & PEACH」と34thシングル「翔」が未収録となった。
2012年5月7日付・14日付オリコン週間アルバムチャートで1位を獲得し、ゆずの作品として初めてオリコンチャート2週連続1位を獲得した。累計売上は40万枚を突破し、これは2005年に発売されたベストアルバム『Home [1997-2000]』『Going [2001-2005]』以来7年ぶり、登場週数が60回を突破したのも『Going』以来となった。最終的な登場回数は90回を突破し自身最多となっている。

## 収録曲
1. 虹 (5:25)
29thシングル
2. 桜会(さくらえ) (4:29)
30thシングル
3. 逢いたい (4:59)
27thシングル
4. シシカバブー (4:43)
26thシングル
5. Yesterday and Tomorrow (4:39)
25thシングル
6. いちご (4:22)
28thシングル
7. 明日天気になぁれ (3:55)
『Original Soundtrack Single 映画「しゃべれども しゃべれども」』収録曲
8. ストーリー (4:47)
24thシングル
9. from (5:02)
32ndシングル
10. 慈愛への旅路 (5:25)
31stシングル
11. 超特急 (4:45)
22ndシングル1曲目
12. 春風 (4:47)
23rdシングル
13. 陽はまた昇る (4:36)
22ndシングル2曲目
14. Hey和 (5:23)
33rdシングル
15. 栄光の架橋 [Symphonic Orchestra Version] (6:12)
21stシングルのオーケストラバージョン。
歌は新たにレコーディングされており、歌詞の一部がライブで歌われているバージョンになった。また、演奏には中国国立交響楽団が参加している。
ドーム公演では生のフルオーケストラをバックにこの曲と「虹」を披露した。
16. T.W.L [Y.Z ver.] (4:18)
関ジャニ∞に提供した楽曲（作詞・作曲は北川が担当）のセルフカバーで、関ジャニ∞バージョンよりキーが高くなっている。

## 演奏
- 北川悠仁
  - Vocal, Acoustic Guitar, Tambourine
  - Gran Cassa (#2)
- 岩沢厚治
  - Vocal, Acoustic Guitar, Harp
  - Open Cymbal (#2)
- 蔦谷好位置
  - Programming (#1-6.9.10.14)
  - All Other Instruments (#1-5.9.10.14)
  - All Other Sparking (#6)
- 弦一徹
  - Strings Arrangement (#1.3)
  - Violin (#2.9)
- 弦一徹ストリングス：Strings (#1.3.5.10)
- 松原“マツキチ”寛：Drums (#2-6.10)
- 種子田健：Bass (#2.6.10)
- 名越由貴夫：Electric Guitar (#2.10)
- 庄司知史：Oboe (#2)
- 山本拓夫
  - Flute (#2)
  - Sax, Brass Arrangement (#11.13)
- 西村浩二：Trumpet (#2)
- 大神田智彦：Bass (#3)
- 石川具幸：Bass (#4.5)
- 川崎太一郎：Trumpet (#4)
- 加藤雄一郎：Sax (#4)
- 大澤拓也：Electric Sitar (#4)
- ガラスのコーラス隊：Chorus (#4)
- 百田留衣：Electric Guitar (#6)
- 島村英二：Drums (#7.11)
- 高水健司：Bass (#7.11)
- 佐藤健治 (Be.)
  - Acoustic Guitar (#7)
  - Electric Guitar (#9)
- 浜崎快声 (Be.)：Acoustic Guitar (#7)
- 駒沢裕城：Steel Guitar (#7)
- 高桑英世：Recorder (#7)
- 小田原豊：Drums (#8.11.13)
- 美久月千晴：Bass (#8.11.13)
- 中西康晴
  - Piano (#8.11.13)
  - Keyboards (#12)
- 小倉博和：Electric Guitar (#8)
- Armin Takeshi Linzbichler：Drums (#9)
- 林由恭：Bass (#9)
- カメルーン真希：Viola (#9)
- 森田香織：Cello (#9)
- 寺岡呼人：Electric Guitar (#11.13)
- 菅坂雅彦、荒木敏男：Trumpet (#11)
- 村田陽一：Trombone (#11)
- 葉加瀬太郎：Solo Violin & Strings Produce (#12)
- 柏木広樹：Strings & Violin Arrangement (#12)
- NAOTOストリングス：Strings (#12)
- 東京混声合唱団、東京大学柏葉会合唱団：Chorus (#14)
- 花咲響：Arrangement, Conductor (#15)
- 中国国立交響楽団：Orchestra (#15)
- 松浦基悦：Piano (#15)
- 川瀬正人：Percussion (#15)
- 野間康介：Arrangement (#16)
- 柳野裕孝：Bass (#16)
- 小幡浩司：Electric Guitar (#16)
- 川崎竜一：Track Edit (#16)